# Pawhuska
Pawhuska ist eine Kleinstadt (mit dem Status „City“) und Verwaltungssitz des Osage County im US-amerikanischen Bundesstaat Oklahoma. Das U.S. Census Bureau hat bei der Volkszählung 2020 eine Einwohnerzahl von 2984 ermittelt.
Pawhuska ist die Hauptstadt der Osage Nation.

## Geografie
Pawhuska liegt im Norden Oklahomas auf 36°40′04″ nördlicher Breite und 96°20′14″ westlicher Länge. Die Stadt erstreckt sich über eine Fläche von 9,7 km².
Benachbarte Orte von Pawhuska sind Nelagony (10,5 km ostsüdöstlich), Pershing (12,7 km südöstlich) und Wynona (15,8 km südlich).
Die nächstgelegenen größeren Städte sind Tulsa (84,9 km südöstlich), Oklahomas Hauptstadt Oklahoma City (226 km südwestlich), Wichita in Kansas (206 km nordwestlich) und Kansas City in Missouri (364 km nordöstlich).

## Verkehr
Im Stadtgebiet von Pawhuska treffen der U.S. Highway 60 und die Oklahoma State Highways 11 und 99 zusammen. Alle weiteren Straßen sind untergeordnete Landstraßen, teils unbefestigte Fahrwege sowie innerörtliche Verbindungsstraßen.
Mit dem Pawhuska Municipal Airport befindet sich 7,1 km westlich ein kleiner Flugplatz. Die nächsten Großflughäfen sind der Tulsa International Airport (90,6 km südöstlich), der Will Rogers World Airport in Oklahoma City (235 km südwestlich) und der Wichita Dwight D. Eisenhower National Airport in Wichita (211 km nordwestlich).

## Demografische Daten
Nach der Volkszählung im Jahr 2010 lebten in Pawhuska 3584 Menschen in 1483 Haushalten. Die Bevölkerungsdichte betrug 369,5 Einwohner pro Quadratkilometer. In den 1483 Haushalten lebten statistisch je 2,39 Personen.
Ethnisch betrachtet setzte sich die Bevölkerung zusammen aus 58,6 Prozent Weißen, 3,0 Prozent Afroamerikanern, 29,2 Prozent amerikanischen Ureinwohnern, 0,2 Prozent Asiaten, 0,1 Prozent Polynesiern sowie 0,8 Prozent aus anderen ethnischen Gruppen; 8,2 Prozent stammten von zwei oder mehr Ethnien ab. Unabhängig von der ethnischen Zugehörigkeit waren 4,2 Prozent der Bevölkerung spanischer oder lateinamerikanischer Abstammung.
25,9 Prozent der Bevölkerung waren unter 18 Jahre alt, 56,7 Prozent waren zwischen 18 und 64 und 17,4 Prozent waren 65 Jahre oder älter. 52,1 Prozent der Bevölkerung war weiblich.

Das mittlere jährliche Einkommen eines Haushalts lag bei 30.669 USD. Das Pro-Kopf-Einkommen betrug 21.897 USD. 19,8 Prozent der Einwohner lebten unterhalb der Armutsgrenze.

## Städtepartnerschaft
- Montauban

## Töchter und Söhne der Gemeinde
- Bill Campbell (1920–1974), US-amerikanischer American-Football-Spieler
- Larry Sellers (1949–2021), Schauspieler